# Kalle Stropp och Grodan Boll
Kalle Stropp och Grodan Boll är en serie fabeldjursberättelser skapade 1949 av Thomas Funck. De har synts som radioteater, bilderböcker, tecknad film, spelfilm och tecknade serier. Förutom de två titelfigurerna figurerar även bland annat roboten Plåt-Niklas, Räven och papegojan Ragatha.

## Historik
Figurerna presenterades först i radio 1949. De relanserades i radio 1954, med Thomas Funck spelandes alla roller, och utkom samma år för första gången även på grammofonskiva (78-varvare). Grodan Boll gjorde comeback på 1970-talet i en radioserie tillsammans med Anita och Televinken med namnet Veckans tisdag, som sändes 1971–1977. Även i Barnradions julkalender Tjong i baljan! 1973 fick lyssnarna följa Grodan Boll med kamraterna Kalle Stropp, Plåt-Niklas och Papegojan Ragata, men också Anita och Televinken.
Den tecknade serien med Kalle Stropp och hans vänner producerades 1955–1960, tecknad av Nils Egerbrandt. Funck själv skrev merparten av manusen. Serien publicerades i tidskriften Veckospegeln, veckotidningen Husmodern samt serietidningen Blondie. Den repriserades sedermera i tidningarna Nalle Lufs, Goliat och Bobo och Gnuttarna.
1956 producerade Europafilm Kalle Stropp, Grodan Boll och deras vänner, en 96 minuter lång film med utklädda skådespelare. Manus stod Thomas Funck för, och i regissörsstolen satt hans bror, Hasse Funck.
Runt 80-90-talet figurerade figurerna i två animerade filmer från Cinemation.
I Sverige har Grodan Boll och Skurt använts för att skapa mem på samma sätt som Pepe the Frog i USA. "Plåtniklas" har även fått spridning som generellt begrepp för en långsam och klumpig metallrobot.

## Rollfigurer
- Kalle Stropp är en gräshoppa som uppför sig ungefär som en strikt, men tankspridd och nervös gentleman. I filmerna och bilderböckerna avbildas han med grön jackett. Hans vanligaste replik är "Man må säga!", och han refererar helst till sig själv som "man" istället för "jag". Namnet Stropp kommer från ordet hängselstropp och inte ”mallstropp” som en del kan få intrycket av.
- Grodan Boll är något av Kalle Stropps mentala motsats – hyperaktiv, klumpig och frispråkig och mest känd för utropen "Hörrö!" och "Sörrö!".
- Plåt-Niklas är en robot[9] byggd av konservburkar och i ungefär samma storlek som Kalle Stropp och Grodan Boll. På ryggen har han en propeller som han kan flyga med och när han får slut på olja skriker han med robotröst "Slut på olja" om och om igen tills han får det. I de tecknade filmerna har han övermänsklig styrka och kan bland annat lyfta en motorbåt.
- Räven[9]
- Hönan[10]
- Papegojan Ragatha[9]
- Sotisarna, Sot och Tos är två tjuvaktiga figurer.
- Lattjo, en energisk filur. Medverkar bland annat på skivan och radioserien "Lattjo, Boll och Stropp" från 1968.

## Filmer
- 1956 – Kalle Stropp, Grodan Boll och deras vänner
- 1987 – Kalle Stropp och Grodan Boll räddar Hönan (kortfilm)
- 1991 – Kalle Stropp och Grodan Boll på svindlande äventyr